# 高坪镇 (建始县)
高坪镇，是中华人民共和国湖北省恩施土家族苗族自治州建始县下辖的一个乡镇级行政单位。

## 行政区划
高坪镇下辖以下地区：
高店子社区、桑园社区、八角社区、石垭社区、望坪社区、十字路社区、白果树村、大店子村、闵仕坝村、柏杨坪村、向午村、木耳山村、汪家槽村、小水田村、黄口坝村、土地岭村、陶家垭村、苏坪村、河落子村、麻扎村、大堰塘村、花石板村、石门村、花园村、干沟村、赤沙地村、麻布溪村、东桩村、小窝坑村、姊妹山村、陈家湾村、塘坝子村、西面坡村、响水寨村、官店坡村、青里坝村、花鹿台村、九龙潭村、大横坡村、绿化村、赶场坝村和把住荒村。

## 景区
石门河、石柱观、野三河、建始直立人遗址。